# Kaspar Brack

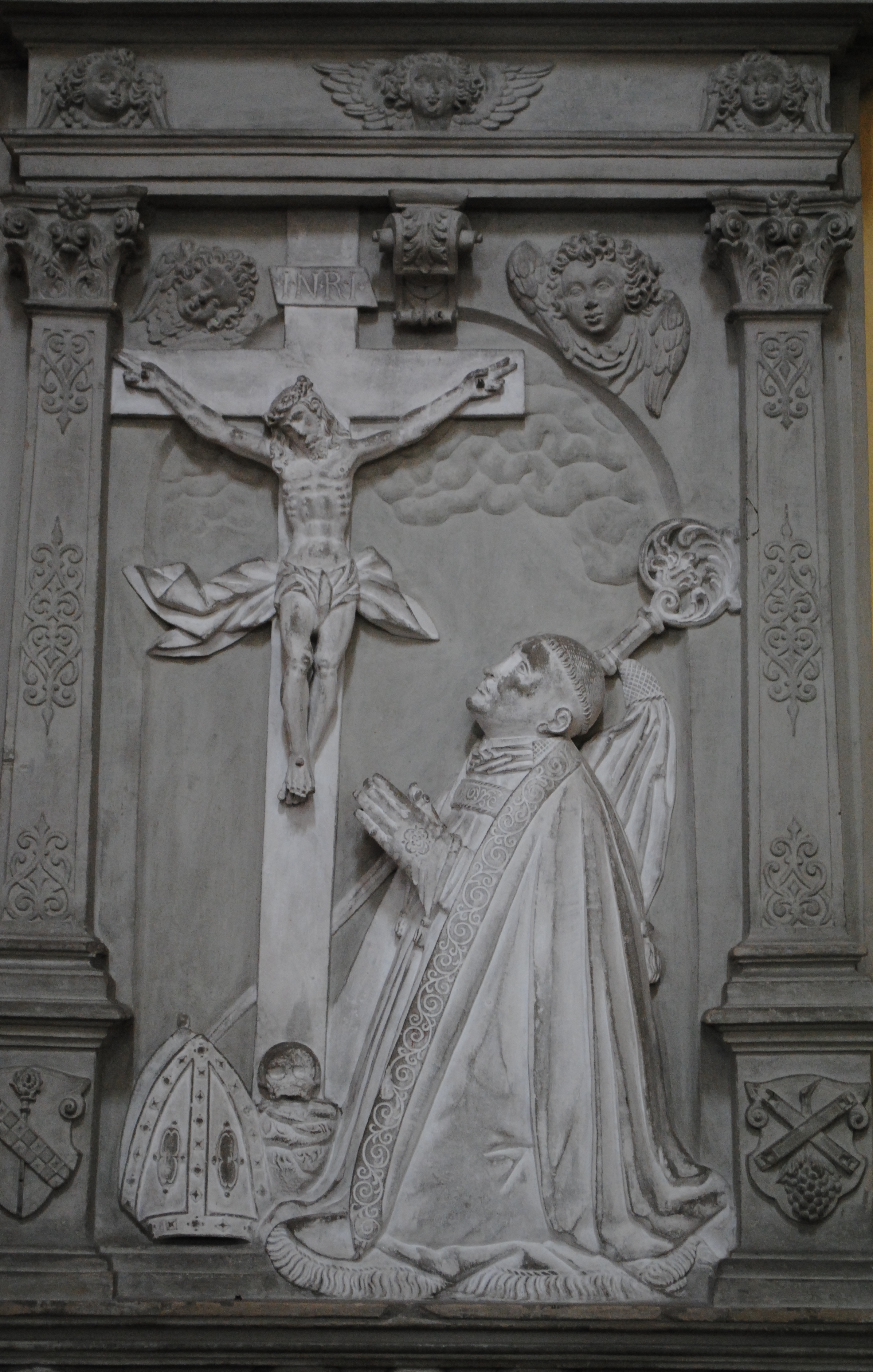
Das Epitaph des Kaspar Brack in der Klosterkirche

Kaspar Brack (auch Kaspar Brak; * in Gerolzhofen; † 2. Mai 1618 in Ebrach) war von 1615 bis 1618 Abt des Zisterzienserklosters in Ebrach.

## Leben
Kaspar Brack wurde im 16. Jahrhundert im unterfränkischen Gerolzhofen geboren. Über die Eltern des späteren Abtes schweigen die Quellen, Brack besuchte zunächst die Schule der Jesuiten in Bamberg. Bereits in jungen Jahren trat Kaspar Brack in das Kloster Ebrach ein und legte sein Mönchsgelübde ab. Der Vorgänger des Kaspar, Abt Hieronymus Hölein, sandte den jungen Mönch zum Studieren nach Rom. Hier lernte er an der Deutschen Hochschule, dem Germanikum, und wurde zum Doktor der Theologie promoviert.
Nach seinem Studium wurde Brack Pfarrvikar im Klosterdorf Burgebrach und nahm hier seelsorgerische Tätigkeiten für sein Kloster wahr. Nach dem Tod des Hieronymus Hölein am Ende des Jahres 1615 wurde Brack bereits am 25. November zum Nachfolger designiert, die Wahl erfolgte wohl um den 26. November 1615. Abt Kaspar wurde am 2. Februar 1616 vom Würzburger Bischof Julius Echter von Mespelbrunn benediziert.
Nach seiner Wahl erhielt er Festgedichte von seiner alten Schule in Bamberg zugesandt. Die kurze Amtszeit des Kaspar Brack findet hingegen in den Quellen kaum eine Erwähnung. Brack starb bereits am 2. Mai 1618 im Kloster in Ebrach. Sein Nachfolger mit dem Abtsstab, Johannes V. Dressel, ließ im Jahr 1619 ein Grabmal für ihn errichten, dass ihn kniend vor dem Gekreuzigten zeigt.

## Wappen
Ein persönliches Wappen für den Abt Kaspar Brack hat sich lediglich auf dem Epitaph in der Klosterkirche erhalten. Beschreibung: Über einer, an einem Rebstück hängenden Traube zwei schräg gekreuzte Bretter. Die Tingierung ist nicht bekannt.